# Mary Carr
Mary Carr (Germantown, 14 maart 1874 – Woodland Hills, 24 juni 1973) was een Amerikaanse actrice.

## Biografie
Carr werd geboren als Mary Kennevan op 14 maart 1874 in Germantown, een buitenwijk van Philadelphia. Haar acteercarrière begon in 1890 in het theater. Ze was getrouwd met acteur William Carr, die sinds het begin van de 20e eeuw betrokken was bij de opkomende filmindustrie.
Ze speelde in meer dan 140 films van 1915 tot 1956. Carr was vooral bekend van haar rollen als "zachtaardige maar door tegenslag geplaagde moeders" in tientallen stomme films, waaronder Mrs. Wiggs of the Cabbage Patch uit 1919 en Over the Hill to the Poorhouse uit 1920. Daarnaast demonstreerde ze ook haar komisch talent met een hoofdrol in de kortfilm One Good Turn uit 1931 naast het komisch duo Laurel en Hardy. Vanaf het midden van de jaren dertig werden haar rollen kleiner en zeldzamer, maar haar laatste filmoptreden was pas in 1957 als figurant in Dino, een film geregisseerd door haar zoon Thomas Carr.
Haar huwelijk met William Carr hield stand van 1901 tot 1926, het paar had zes kinderen die vrijwel allemaal actief werden in de filmindustrie. Mary Carr overleed op 24 juni 1973 in Woodland Hills, een buitenwijk van Los Angeles, op 99-jarige leeftijd.